# 히비타촌
히비타촌(일본어: 比々多村)은 일본 가나가와현 오스미군·나카군에 설치되었던 촌이다. 현재의 이세하라시에 해당한다.

## 역사
- 1889년 4월 1일 - 정촌제 시행에 의해 오스미군 히비타촌이 성립하였다.
- 1896년 3월 26일 - 군 통합에 의해 유루기군과 통합해, 나카군으로 변경되었다.
- 1954년 12월 1일 - 오스미정, 이세하라정, 나루세촌, 오타촌, 다카베야촌과 합병해, 새로운 이세하라정이 성립하여, 동일 히비타촌은 폐지되었다.

## 교통

### 철도노선
오다큐 전철, 오다와라선이 촌내를 통과하지만 역은 소재하지 않았다.

## 도로
- 오야마미치

## 참고 문헌
- 角川日本地名大辞典編纂委員会,『角川日本地名大辞典 神奈川県』1984, 角川書店